# Katarina Beskow

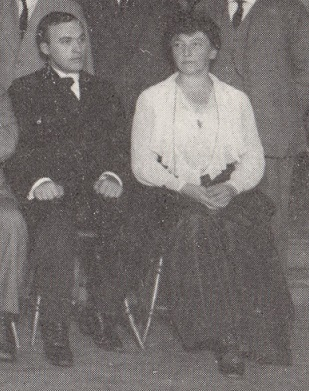
Beskow mit Efim Bogoljubow, 1920

Katarina Beskow (eigentlich Anna Catharina Beskow; * 2. Februar 1867 in Stockholm; † 11. August 1939 in Salzburg) war eine schwedische Schachspielerin.
Beskow gehörte zu der in Schweden sehr bekannten Familie Beskow, die im 18. Jahrhundert aus dem brandenburgischen Beeskow nach Schweden eingewandert war. Sie war eine Tochter des Kapitäns Carl Adolf Beskow (1835–1917) und seiner Frau Charlotta Ofelia Dumky (1843–1918). Die Schriftstellerinnen Elisabeth Beskow (mit der sie zeitlebens eng befreundet war) und Eugenie Beskow-Heerberger waren ihre Cousinen, der Theologe Natanael Beskow, verheiratet mit der Kinderbuchautorin und Illustratorin Elsa Beskow, ihr Cousin. 
Beskow gründete 1912 den ersten Frauenschachklub in Stockholm, der sich zuerst in ihrer Wohnung im Narvavägen 5 traf. Sie nahm an vier Schachweltmeisterschaften der Frauen teil: In London 1927 erreichte sie den zweiten Platz unter zwölf Teilnehmerinnen, 1930 in Hamburg und Schachweltmeisterschaft der Frauen 1931 jeweils den vierten von fünf Plätzen und 1937 in Stockholm mit 5,5 Punkten aus 14 Partien den 23. Platz von 26 Teilnehmerinnen. In einer Simultanvorstellung erreichte Beskow 1914 ein Remis gegen den späteren Weltmeister Alexander Aljechin.
Sie war bis zu ihrer Pensionierung bei Statens Järnvägar angestellt.